# Bryan Smolinski
Bryan Anthony Smolinski (* 27. Dezember 1971 in Toledo, Ohio) ist ein ehemaliger US-amerikanischer Eishockeyspieler, der im Verlauf seiner aktiven Karriere zwischen 1989 und 2010 unter anderem 1179 Spiele für die Boston Bruins, Pittsburgh Penguins, New York Islanders, Los Angeles Kings, Ottawa Senators, Chicago Blackhawks, Vancouver Canucks und Canadiens de Montréal in der National Hockey League auf der Position des Centers bestritten hat. Seinen größten Karriereerfolg feierte Smolinski im Trikot der Nationalmannschaft der Vereinigten Staaten mit dem Sieg beim World Cup of Hockey 1996.

## Karriere
Smolinski begann seine Karriere in der Eishockeymannschaft der Michigan State University, für die er von 1989 bis 1993 in der National Collegiate Athletic Association aktiv war. Dabei gewann er mit der Mannschaft in seiner Rookiespielzeit die Meisterschaftstrophäe der Central Collegiate Hockey Association. Zudem wurde der Stürmer 1993 in zwei All-Star-Teams berufen. In 158 NCAA-Partien erzielte er 181 Punkte und erhielt insgesamt 221 Strafminuten. In dieser Zeit wurde er im NHL Entry Draft 1990 in der ersten Runde als insgesamt 21. Spieler von den Boston Bruins ausgewählt.
Seine ersten Erfahrungen in der National Hockey League sammelte der Center in der Saison 1992/93, als er in 13 Spielen für Boston auflief und fünf Scorerpunkte erzielte. Bereits in der folgenden Spielzeit wurde der US-Amerikaner ein wichtiger Bestandteil des Teams und konnte sich als Stammspieler aufdrängen. In 83 NHL-Spielen erreichte er 51 Punkte und wurde somit zusammen mit Alexandre Daigle von den Senators der fünftbeste Rookiescorer der Saison 1993/94. Mit der Mannschaft qualifizierte er sich für die Play-offs und besiegte in der ersten Runde die Montréal Canadiens, bevor das Team in der folgenden Runde in sechs Spielen die Serie gegen die New Jersey Devils verlor. Auch im Folgejahr stand Smolinski bei den Bruins unter Vertrag und qualifizierte sich mit dem Team in der durch einen Lockout verkürzten Spielzeit 1994/95 erneut für die Play-offs. In der ersten Runde unterlag die Mannschaft jedoch in fünf Partien gegen die New Jersey Devils und scheiterte somit erneut an diesen.
Am 2. August 1995 gaben die Bruins ein Transfergeschäft mit den Pittsburgh Penguins bekannt. Smolinski wechselte zusammen mit Glen Murray und einem Drittrunden-Draftpick im Austausch für Kevin Stevens und Shawn McEachern nach Pittsburgh. In seiner einzigen Saison in Pittsburgh schaffte er mit den Penguins den Einzug in die Play-offs und besiegte in den ersten beiden Runden die Washington Capitals und New York Rangers. In den Conference-Finals unterlag er mit dem Team in sieben Spielen gegen die Florida Panthers. In insgesamt 99 NHL-Partien für die Penguins erzielte Smolinski 73 Scorerpunkte. Im November 1996 wurde er im Tausch gegen Darius Kasparaitis und Andreas Johansson an die New York Islanders abgegeben. Er bestritt in der Saison 1996/97 sechs Spiele für die Detroit Vipers in der International Hockey League und absolvierte danach die restliche Spielzeit im NHL-Team der Islanders. Die Mannschaft der Islanders verpasste drei Jahre in Folge den Einzug in die Play-offs. Im Juni 1999 folgte ein Tauschgeschäft zwischen den Islanders und den Los Angeles Kings. Smolinski wurde zusammen mit Žigmund Pálffy, Marcel Cousineau und einem Viertrunden-Wahlrecht im Austausch für Olli Jokinen, Josh Green, Mathieu Biron und einem Erstrunden-Draftpick zu den Kings transferiert.

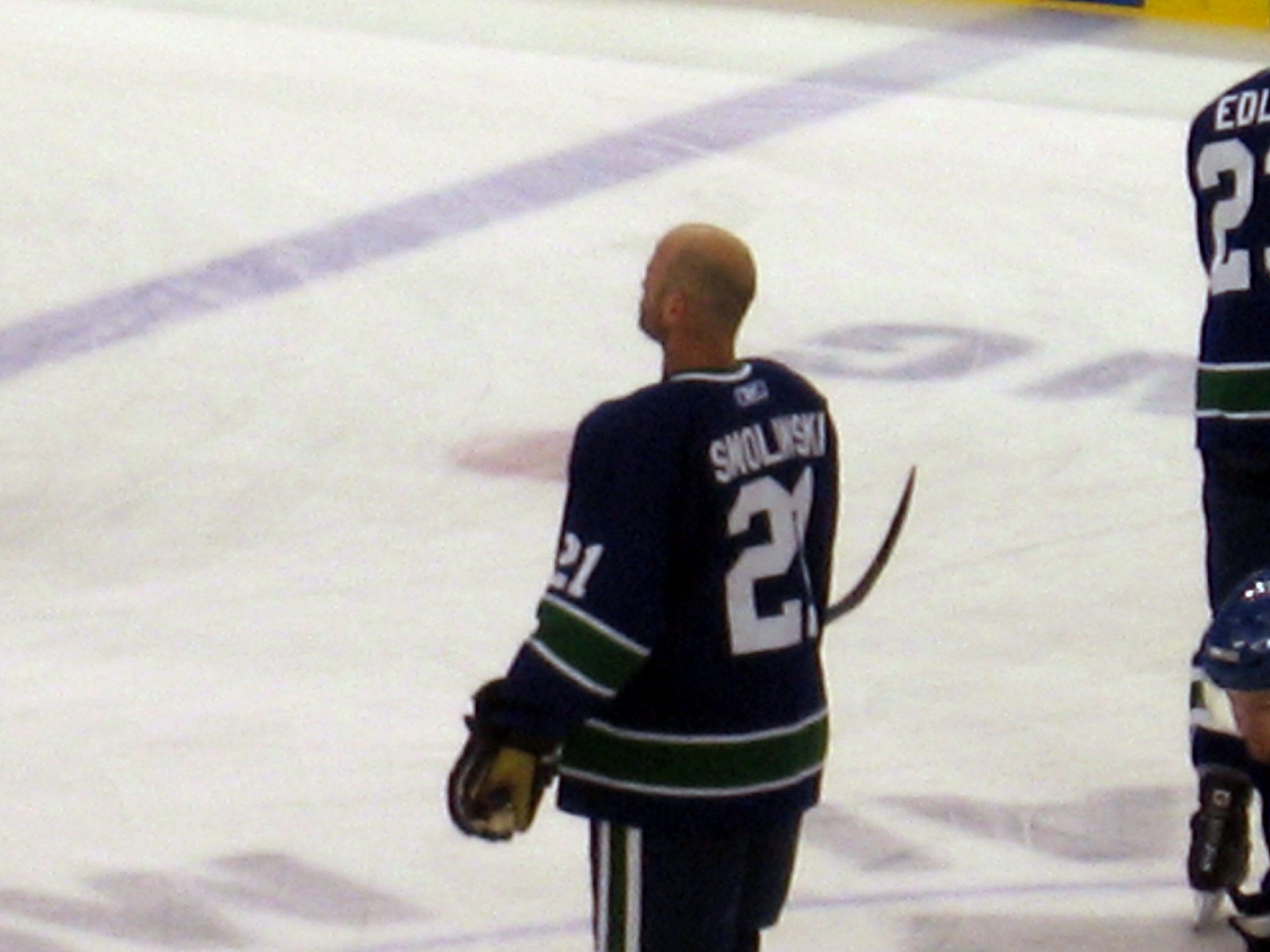
Smolinski im Trikot der Vancouver Canucks

In seiner ersten Saison in Los Angeles erreichte er mit den Kings den Einzug in die Play-offs, doch die erste Runde ging in vier Partien gegen die Detroit Red Wings verloren. In den zwei folgenden Jahren gelang dem Team eine Punktausbeute von über 40 Punkten und die abermalige Qualifikation für die Endrunde. Dabei konnten keine nennenswerten Erfolge verbucht werden und der Angriffsspieler scheiterte mit den Kaliforniern jeweils gegen die Colorado Avalanche. In der Saison 2002/03 wurde die Qualifikation für die Play-offs verpasst und Smolinski wurde wenige Wochen vor Ende der regulären Saison im März 2003 an die Ottawa Senators abgegeben. Mit den Senators gelang der Vorstoß bis in die Conference Finals, in denen das Team erst in sieben Spielen an den New Jersey Devils scheiterte. Nach einem weiteren Jahr in Ottawa wurde sein Vertrag im Sommer 2004 nicht verlängert und der US-Amerikaner unterzeichnete im Februar 2005 bei den Motor City Mechanics in der United Hockey League. Dort wurde er in 21 Spielen eingesetzt und erreichte 32 Scorerpunkte bei 18 Strafminuten. Im Sommer 2005 kehrte er zu den Senators zurück und schaffte erneut den Sprung in den NHL-Kader. In 81 Spielen der folgenden Spielzeit gelangen ihm 48 Scorerpunkte und mit der Mannschaft den Einzug in die Play-offs. Nachdem die Senators in der ersten Runde Tampa Bay Lightning besiegten, folgte in der nächsten Runde nach fünf Spielen gegen die Buffalo Sabres das erneute Ausscheiden aus dem Wettbewerb.
Am 10. Juli 2006 gaben die Senators einen Tauschhandel mit den Chicago Blackhawks bekannt, Smolinski wurde zusammen mit Martin Havlát nach Chicago transferiert. Im Austausch dafür erhielten die Senators Tom Preissing, Josh Hennessy, Michal Barinka und einen Zweitrunden-Draftpick. Der Offensivspieler schaffte es auch in Chicago zu einem wichtigen Bestandteil des Teams zu werden, wurde jedoch im Februar 2007 zu den Vancouver Canucks geschickt. Smolinski gelangen in 32 Spielen für die Canucks nur elf Punkte und sein auslaufender Vertrag wurde im Sommer 2007 nicht verlängert. Kurz darauf nahmen ihn die Canadiens de Montréal unter Vertrag. Es gelang ihm nicht mehr, an seine früheren Leistungen anzuknüpfen und der Center erzielte nur 25 Punkte für die Canadiens. In den Play-offs konnte der Einzug in das Conference Halbfinale realisiert werden, in denen die Mannschaft in fünf Partien den Philadelphia Flyers unterlag. Die Canadiens boten ihm zum Saisonende keinen neuen Vertrag an und er unterzeichnete schließlich einen Vertrag bei den Port Huron Icehawks aus der International Hockey League (IHL). Während der folgenden Saison wechselte er den Verein und schloss sich dem American-Hockey-League-Team Milwaukee Admirals an. Im Sommer 2009 unterschrieb er einen Vertrag bei den Flint Generals aus der IHL, für die er während der Saison 2009/10 auflief. Danach wurde das Franchise aufgelöst und Smolinski beendete im Alter von 38 Jahren seine aktive Karriere.

### International
Smolinski vertrat die Vereinigten Staaten bei folgenden Turnieren: Junioren-Weltmeisterschaft 1990, World Cup of Hockey 1996, Weltmeisterschaft 1998, Weltmeisterschaft 1999 und World Cup of Hockey 2004. Sein größter Erfolg gelang ihm 1996, als er den World Cup of Hockey mit den USA in den Finalspielen gegen Kanada gewann.

## Erfolge und Auszeichnungen
- 1990 CCHA-Meisterschaft mit der Michigan State University
- 1993 CCHA First All-Star Team
- 1993 NCAA West First All-American Team
- 1996 Goldmedaille beim World Cup of Hockey

## Karrierestatistik

### International
Vertrat die USA bei:
| - Junioren-Weltmeisterschaft 1990 - World Cup of Hockey 1996 - Weltmeisterschaft 1998 | - Weltmeisterschaft 1999 - World Cup of Hockey 2004 |

(Legende zur Spielerstatistik: Sp oder GP = absolvierte Spiele; T oder G = erzielte Tore; V oder A = erzielte Assists; Pkt oder Pts = erzielte Scorerpunkte; SM oder PIM = erhaltene Strafminuten; +/− = Plus/Minus-Bilanz; PP = erzielte Überzahltore; SH = erzielte Unterzahltore; GW = erzielte Siegtore; 1 Play-downs/Relegation; Kursiv: Statistik nicht vollständig)